# Papeete
Papeete is de hoofdstad van Frans-Polynesië in de Grote Oceaan. Het is de enige stad van zowel het eiland Tahiti als Frans-Polynesië. De havenstad Papeete telt 26.181 inwoners en 105.128 inwoners in de agglomeratie. Het ligt aan de noordwestkust van Tahiti, ten oosten van Moorea. De agglomeratie heeft een oppervlakte van 77,3 km² en een bevolkingsdichtheid van 1.360 inw/km².
De haven ligt in een opening tussen het rif. Van een koloniale stad is weinig meer te merken; de meeste Chinese houten huizen en Franse villa's en andere koloniale gebouwen zijn vervangen door betonnen flats. Sinds de jaren zestig is er vooral nieuwbouw landinwaarts verschenen. Men spreekt er Tahitiaans en is overwegend protestants (54%) of rooms-Katholiek (30%). Men betaalt er met de CFP-frank. De luchthaven Fa'a'ā ligt vijf kilometer westelijk van Papeete, aan de kust. De naam Papeete betekent Water uit de mand. Het bier dat in Papeete wordt gebrouwen heet Hinano.

## Geschiedenis
Voor 1820 was Papeete niet meer dan een moeras met wat hutten van enkele bewoners. Maar in 1820 besloten Londense zendelingen (London Missionary Society) zich hier te vestigen. Ook koningin Pomaré besloot om hier van tijd tot tijd te wonen. Ze maakte Papeete hoofdstad en al snel werd het er drukker in de haven. In 1830 werd de haven een tussenstop voor walvisvaarders, stoomboten en vrachtboten. Bedrijven vestigden zich in de haven.
In 1842 werd Tahiti een Frans protectoraat. Twee jaar later werd de helft van de stad verwoest door een grote brand. In 1904 werd een deel van de stad weggevaagd door een stormvloed. In 1914, het begin van de Eerste Wereldoorlog, werd Papeete gebombardeerd door twee Duitse kruisers. Er heerste een economische crisis totdat er in 1964 een marine-/luchtmachtbasis en een centrum voor kernonderzoek werd gevestigd. De laatste tientallen jaren heeft de agglomeratie van Papeete een snelle bevolkingsgroei gekend, onder andere door 35.000 nieuwkomers uit Metropolitaans Frankrijk.

## Wijken van Papeete
- Manuhoe
- Tipaerui
- Vallée de la Mission
- Vaininiore
- Vallée Sainte-Amélie
- Tarahoi
- Mamao
- Paofai
- Puea
- Taunoa
- Patutoa
- Orovini

## Bezienswaardigheden
- Markt van Papeete
- Begraafplaats van Uranie
- Paofai-tempel
- Museum van de parel
- Bougainville-park
- Huis van koningin Marau
- Kathedraal Notre-Dame

## Geboren in Papeete
- Jean Gabilou (1944), zanger
- Marama Vahirua (1980), voetballer
- Pascal Vahirua (1966), voetballer